# والت داونينج
والت داونينج (بالإنجليزية: Walt Downing)‏ هو لاعب كرة قدم أمريكية أمريكي، ولد في 11 يونيو 1956 في كوتسفيل في الولايات المتحدة.

## وصلات خارجية
- والت داونينج على موقع مرجع كرة القدم المحترفة.كوم (الإنجليزية)